# 妙齐提碑
妙齐提碑（緬甸語： [mja̰ zèdì tɕaʊʔ sà]），又称妙色底四语石碑、耶娑鸠摩碑（耶扎贡曼碑）、摩耶佛塔碑等，是一方镌刻于公元1112年的石碑，是缅甸迄今为止发现的最早用缅甸文镌刻的碑碣之一。该碑1886年发现于蒲甘西南的古彪基佛塔旁的一座名为“妙齐提”的佛塔，因此而得名。
“妙齐提”（မြစေတီ）意为“碧塔、翡翠塔”，“齐提”（စေတီ）即支提（一种佛塔）。
1904年又发现同样的另一方碑文，内容相同，从字体、镌刻的手法和技巧来看，可能一块为样稿，另一块为正式成品。妙齐提碑的碑文用四种语言刻成，分别是缅语、骠语、孟语及巴利语，因此也被称作“缅甸的罗塞塔石碑”。该碑现藏于蒲甘考古博物馆。
2015年，妙齐提碑文登记为联合国教科文组织世界记忆名录项目。

## 内容
该碑文记载的内容为蒲甘王朝三世国王江喜陀临终前，其子耶娑鸠摩为了祈求父王能摆脱病魔并称颂父王功德及恩典。

## 图集

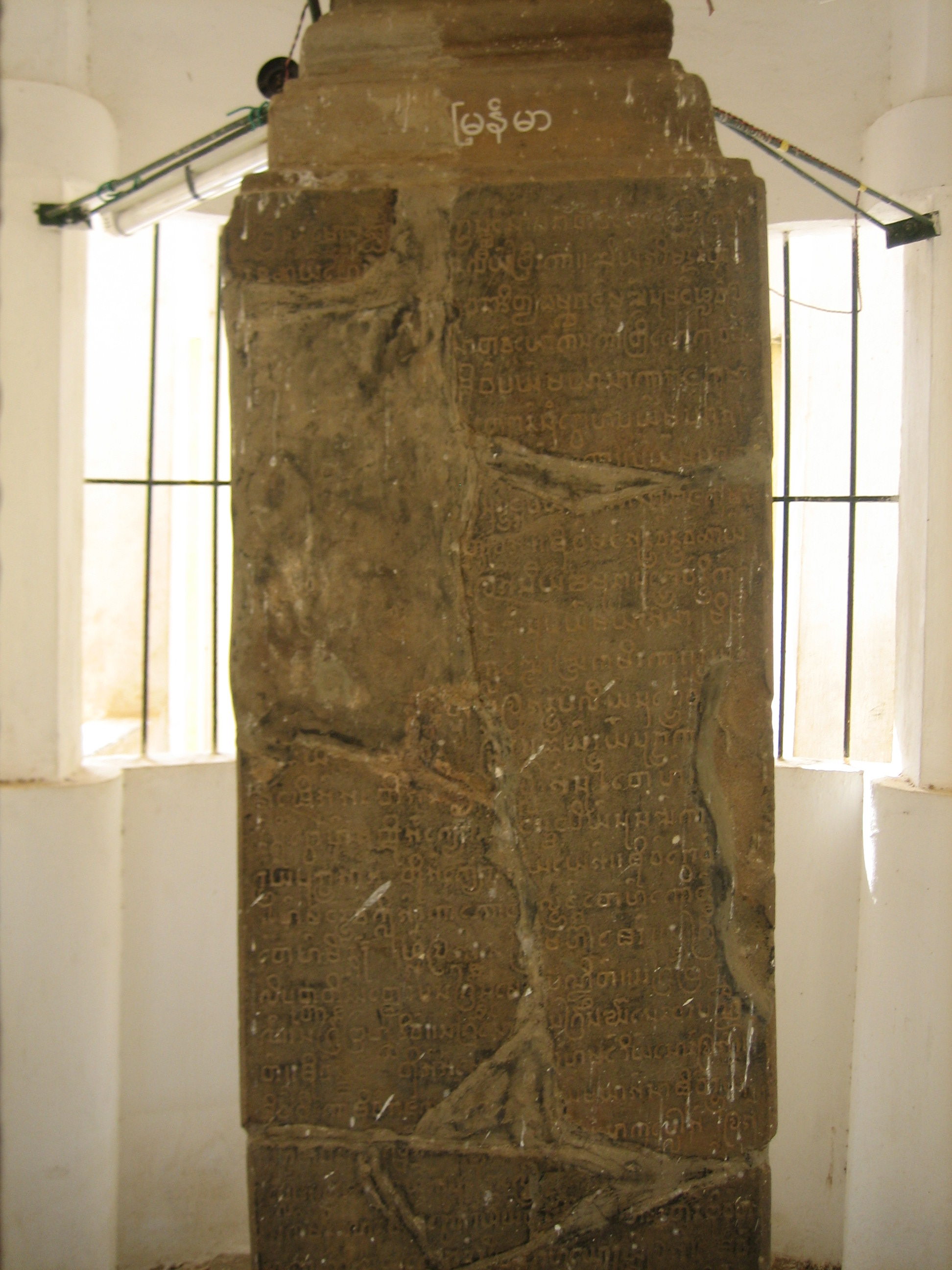
缅语
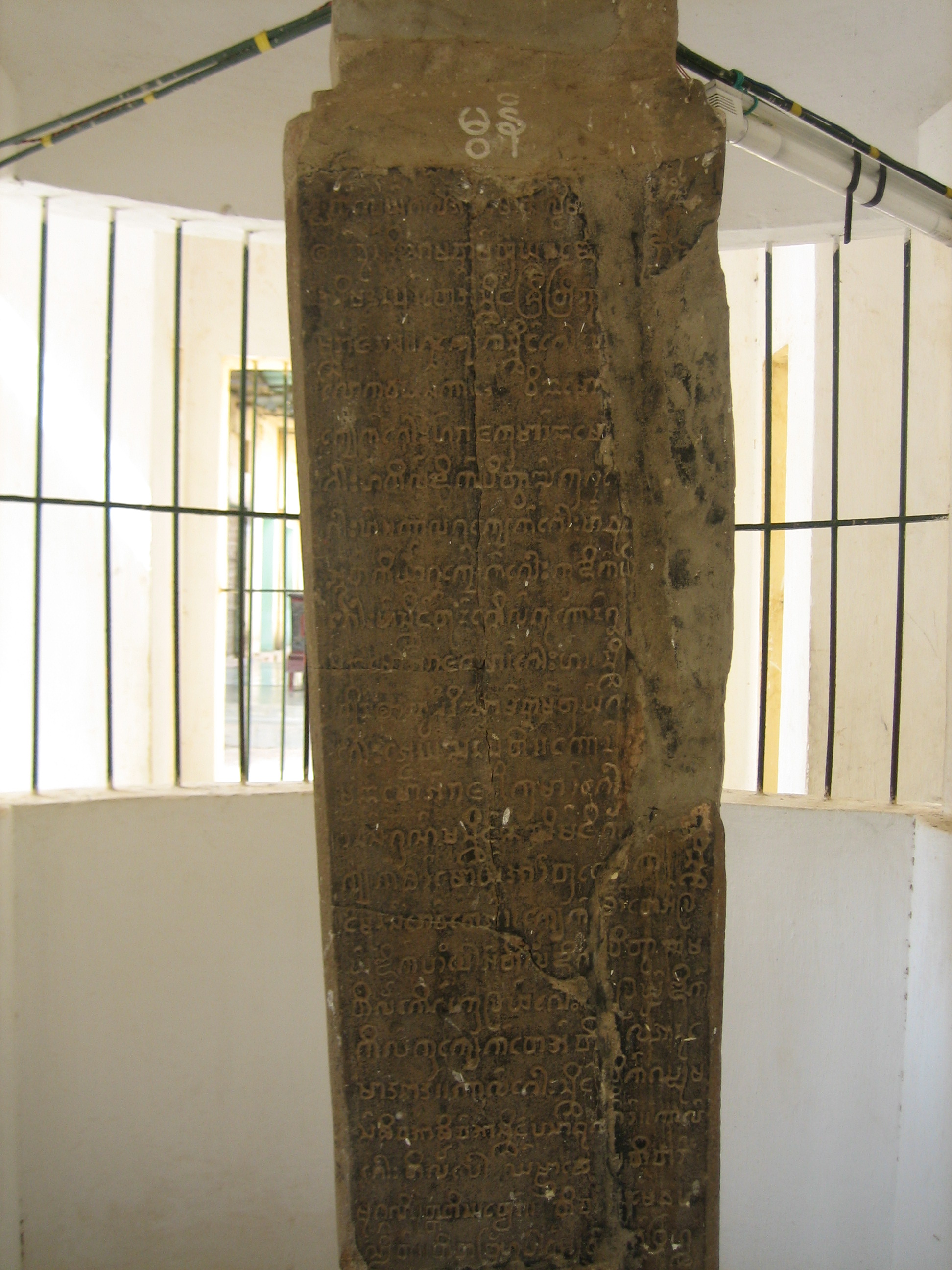
孟语
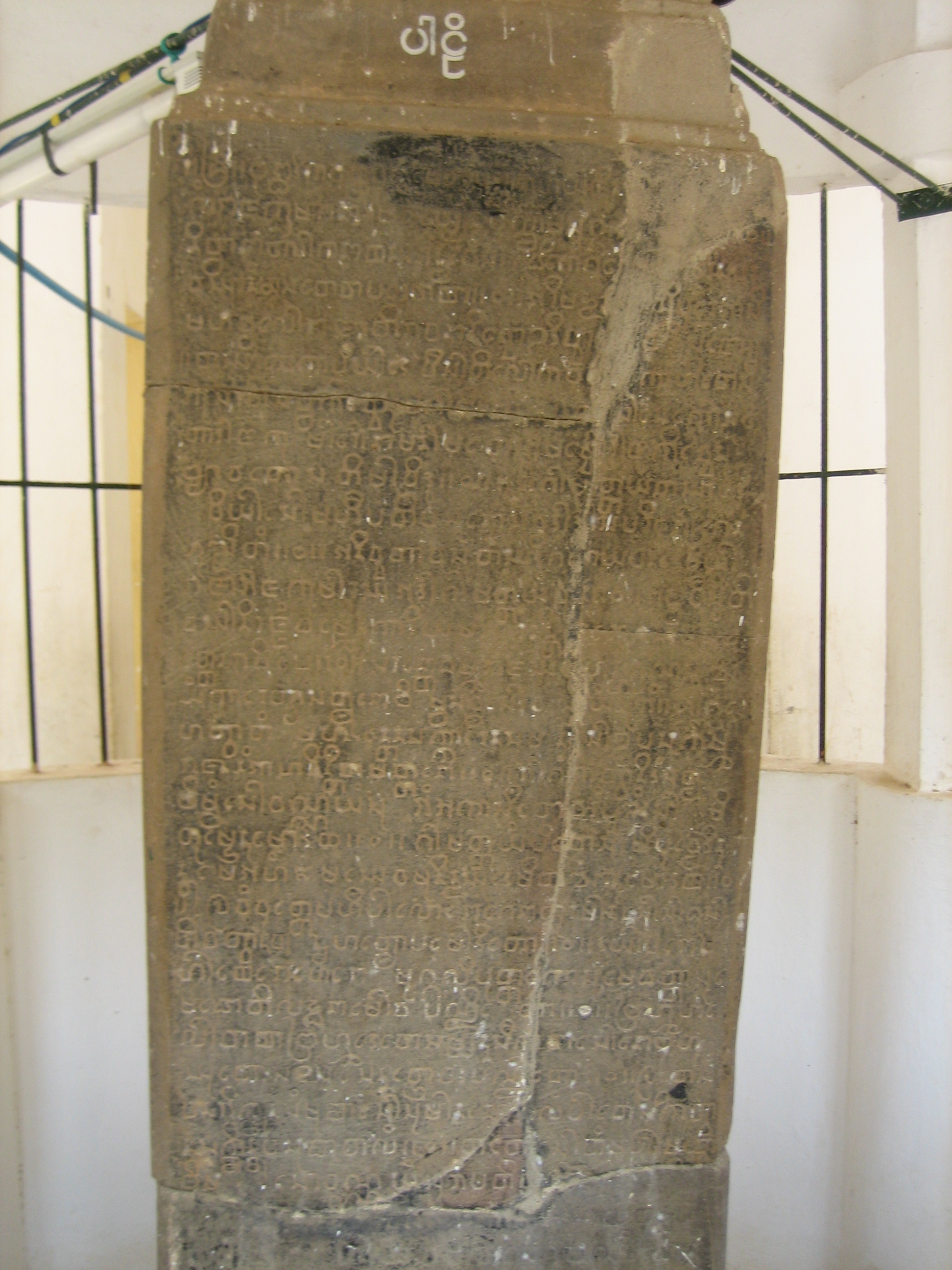
巴利语
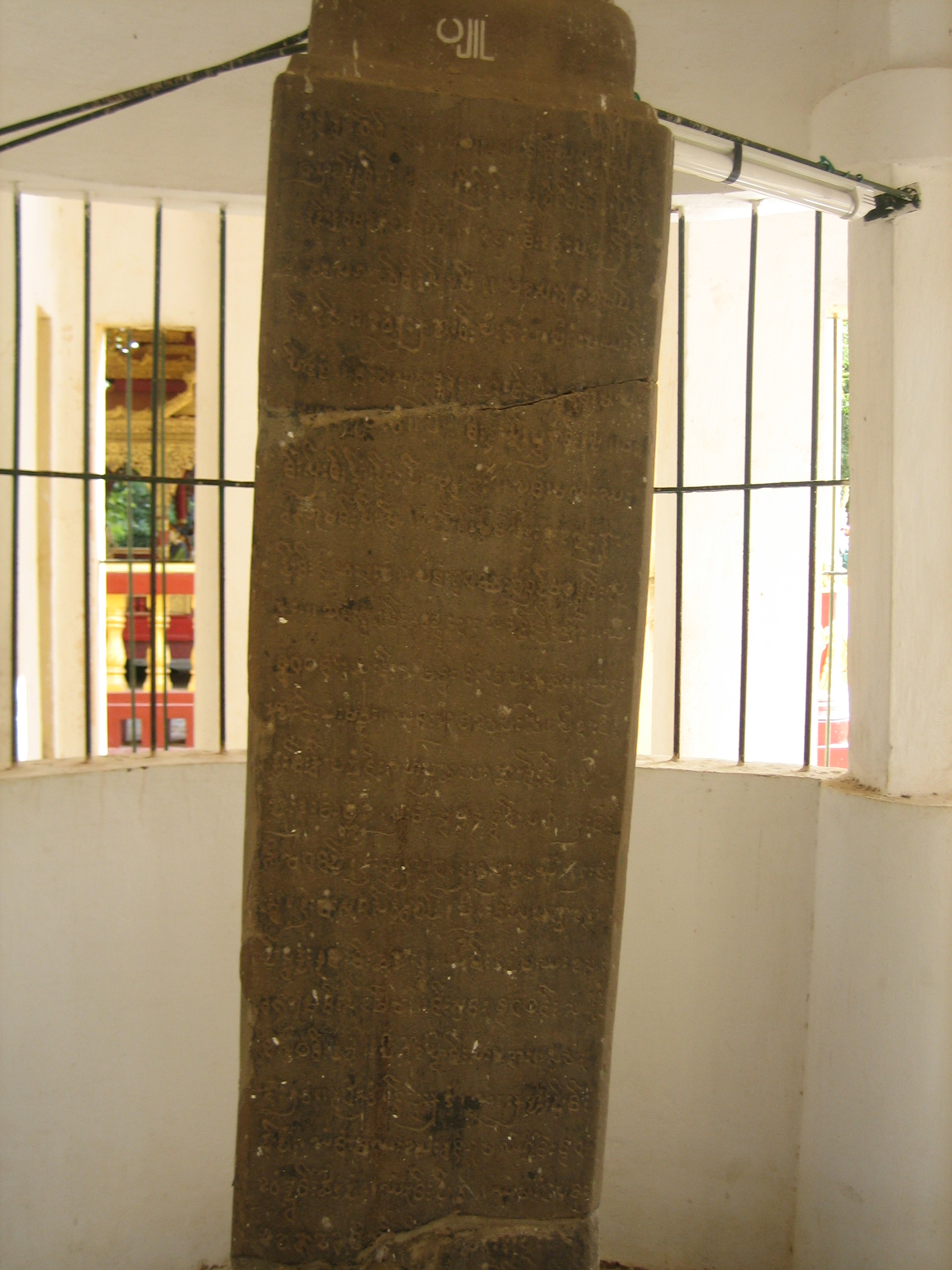
骠语